# 토니로마스

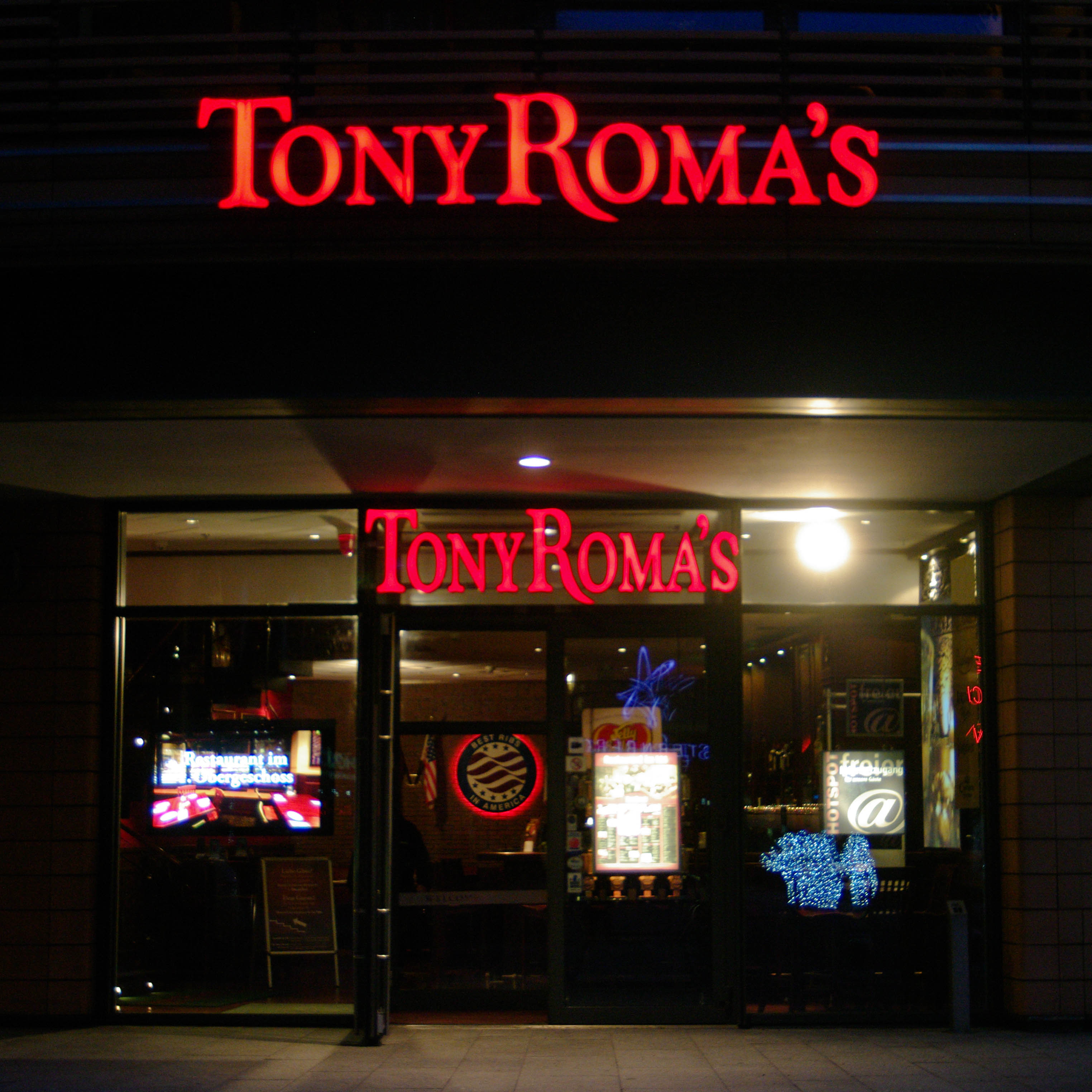
독일 베를린에 있는 토니 로마스

토니로마스(Tony Roma's)는 미국의 캐주얼풍 레스토랑 브랜드이다. 이 레스토랑 체인은 1972년에 플로리다주 노스마이애미에서 설립되었으며, 현재 전 세계 27개국에 총 320여개의 매장을 운영하고 있다. 이 레스토랑은 특히 베이비 백립스(baby back ribs)라는 음식이 유명하다. 본사는 올랜도에 위치해 있다.
대한민국에는 1995년에 썬앳푸드를 통하여 처음 진출하였으나, 2014년 12월 26일 이후 19년 만에 광화문점을 끝으로 완전히 철수하였다.